# Sven Ulreich
Sven Ulreich (sinh ngày 3 tháng 8 năm 1988) là một cầu thủ bóng đá chuyên nghiệp người Đức hiện đang chơi ở vị trí thủ môn cho câu lạc bộ Bayern Munich tại Bundesliga.

## Sự nghiệp câu lạc bộ

### VfB Stuttgart
Anh là thủ môn đầu tiên của Stuttgart II thi đấu bốn trận đầu tiên của mùa giải 2007–08 tại giải Regionalliga, anh giữ sạch lưới hai lần trong khoảng thời gian đó. Anh đã chơi 10 trận trong mùa giải trước và nhận hai thẻ vàng.
Tháng 1 năm 2008, anh được đôn lên đội 1 của VfB Stuttgart. Nhưng tại đây anh phải chơi cho đội dự bị. Ngày 9 tháng 2 năm 2008 anh đã có trận đấu ra mắt trong trận thua 1-3 trước Hertha BSC Berlin và giành chiến thắng đầu tiên trong trận đấu với MSV Duisburg vào ngày 16 tháng 2 năm 2008.
Vào ngày 6 tháng 4 năm 2010, Ulreich gia hạn hợp đồng của mình với VfB Stuttgart đến mùa hè năm 2013. Vào ngày 20 tháng 1 năm 2012, anh tiếp tục gia hạn đã gia hạn hợp đồng của mình cho đến tháng 6 năm 2017.
Mùa giải 2015–16, Ulreich chuyển đến Bayern Munich.

### Bayern Munich
Ulreich chuyển đến Bayern trước mùa giải 2015–16 và ký hợp đồng đến năm 2018. Kết thúc mùa giải 2015-16 anh ra sân 3 lần. Trong mùa giải 2016–17 Ureich đã ra sân 7 lần.
Ureich thi bắt chính mọi gần như trận đấu cho Bayern Munich trong mùa giải 2017–18, do Manuel Neuer bị chấn thương và nghỉ gần như cả mùa giải. Ulreich bắt đầu mùa giải 2017–18 bằng cách chơi trong Siêu cúp Đức. Cả mùa giải 2017-18 Ureich thi đấu khá ấn tượng tuy nhiên những sai lầm của anh đã khiến Bayern Munich đã bị loại khỏi Champions League 2017–18 trước Real Madrid ở bán kết. Bayern thua với tổng tỉ số 4-3. Mùa giải 2017-18 anh đã có 44 lần ra sân.

## Danh hiệu

### Bayern Munich
- Bundesliga: 2015–16, 2016–17, 2017–18, 2018–19, 2019–20, 2021–22, 2022–23, 2024–25
- DFB Pokal: 2015–16, 2018–19, 2019–20
- Franz Beckenbauer Supercup: 2016, 2018, 2021, 2022, 2025
- UEFA Champions League: 2019–20
- UEFA Super Cup: 2020